# Budanilkantha
Budanilkantha (nep. बूढानीलकण्ठ) – gaun wikas samiti w środkowej części Nepalu w strefie Bagmati w dystrykcie Katmandu. Według nepalskiego spisu powszechnego z 2001 roku liczył on 2269 gospodarstw domowych i 10636 mieszkańców (5264 kobiet i 5372 mężczyzn).